# ジャック・マクドナル
エティエンヌ・ジャック・ジョゼフ・アレクサンドル・マクドナル（仏: Étienne Jacques Joseph Alexandre Macdonald, 1765年11月17日 - 1840年9月25日）は、フランス革命戦争とナポレオン戦争で活躍したフランスの軍人である。第一帝政と復古王政で元帥、ターラント公爵。

## 略歴
スダンでスコットランド系フランス人貴族の家系に生まれた。チャールズ小僭王とともにスコットランドからフランスに逃れてきたジャコバイトの末裔である。このために姓は英語読みでマクドナルドと書かれることがある。
1809年にナポレオンから軍団長に指名され、さらに若いイタリア副王ウジェーヌ・ド・ボアルネの軍事顧問としての役割も与えられた。ワグラムの戦いでは彼の軍団の攻撃でオーストリア軍中央部を潰走させて勝利を導いた。 ターラント公爵の称号を与えられた。
1810年には半島戦争への支援に赴いた。また1812年ロシア戦役では左翼を担った。1813年のドイツ戦役ではリュッツェンの戦い、バウツェンの戦い (en) の後、シレジアへ侵攻したが、ドレスデンの戦いと同じ日の8月26日、カッツバッハの戦い (en) でブリュッヘル率いるプロイセン軍に撃破された。ライプツィヒの戦いではライプツィヒ市街からのフランス軍の退却をユゼフ・ポニャトフスキと共に任されたが、橋梁が爆破された後、フランス軍にエルスター川を泳いで渡河するように指揮を行っている（この間、ポニャトフスキが戦死している）。1814年、第6次対仏大同盟軍がベルサイユに到達し、ネイ元帥らがナポレオンに退位を迫る中、マクドナルは変わらず忠誠を示していた。
復古王政下では貴族に列している。百日天下の際にはナポレオンに与せず、ルイ18世を護衛している。1816年には、1814年憲章下での貴族院に加わっている。